# テレ朝動画
テレ朝動画（テレあさどうが）は、株式会社テレビ朝日コンテンツビジネス局の運営するインターネットテレビ。2009年6月25日に有料動画配信サービス「テレ朝BB」をリニューアルする形でスタートした。
テレビ朝日で放送された注目番組の無料配信サービス「テレ朝キャッチアップ」に加え、オリジナル番組（有料・無料の両方）の配信を行っている。
2010年に有料オリジナル番組としてスタートした『ももクロChan〜Momoiro Clover Z Channel〜』は、2年近くで約7億円というテレビ放送外の収入に貢献したことから、「テレビ朝日社長賞」を受賞。同番組はその後に地上波テレビ放送も開始されたが、「未公開シーン」を含めた有料配信をテレ朝動画で継続している。

## システム
配信システムはFlash Videoを採用しており、Microsoft WindowsだけではなくmacOSを搭載したパソコンからも視聴することが可能になっている。朝日放送テレビ制作のドラマについては、TBS系列時代の作品も一部配信している。

## 略歴
- 2009年6月25日 - 「テレ朝BB」をリニューアルしスタートした[2]。当時はパソコン・NTTドコモの携帯電話から視聴することが可能であった[2]。
- 2009年10月 - J:COMオンデマンド・QTVプラットフォーム・GYAO!ストア向けに配信を開始した[7]。
- 2010年10月28日 - パソコン版をAndroid 2.2から視聴できるよう対応した[8]。
- 2012年4月1日 - 「もっとTV」での配信をスタート。
- 2015年10月26日 - TVerでの見逃し無料配信スタート。